# Casa Satorras
La casa Satorras és un habitatge de Calaf (l'Anoia) inclòs a l'Inventari del Patrimoni Arquitectònic de Catalunya.
Era anomenada en principi casa Cortadelles, pels antics propietaris, una de les famílies més destacades de la vila, comerciants de gra i possessors de les relíquies de Santa Màcida. El nom de casa Satorras ve donat pel nom dels actuals propietaris. Conserven a l'interior l'antic mobiliari i una notable biblioteca i arxiu.
És un edifici neoclàssic del segle xviii, de planta baixa i dos pisos d'alçada. L'entrada a la casa es realitza a través d'un pati porticat amb pilastres estriades i una gran escalinata de pedra amb balustrada esculpida. Sota els balcons i la cornisa presenta decoració motllurada. Té un pica-porta en ferro forjat on hi ha la data 1799. En època modernista els balcons s'allargaren en direcció a la plaça adossant-se en angle a un altre edifici de la plaça.